# Passalus halffterorum
Passalus halffterorum (лат.) — вид сахарных жуков рода Passalus из семейства пассалиды (Passalidae). Неотропика. Назван в честь мексиканских колеоптерологов Гонсало Хальфтера и Виолеты Хальфтер (Gonzalo Halffter, Violeta Halffter), основателей Института экологии (Xalapa, Veracruz, Мексика). Длина 24,0—28,9 мм. Чёрные, блестящие. Брахиптерные. Отличается следующими признаками: передний лобный край с небольшой срединной выемкой, без вторичных медиофронтальных бугорков; медиофронтальные + латерофронтальные бугорки меньше и соединены с внутренними бугорками слабым гребнем; глазной кантус широкий, глаза редуцированы; переднеспинка с острой передней частью; мезостернум без мезостернального рубца, обозначенного только непрозрачной передней частью; плечи и эпиплевры с редкими мельчайшими волосками. Описанный из Коста-Рики, этот вид известен с высот от 2600 до 3075 м..